# 滿清十三皇朝
《滿清十三皇朝》（英語：The Rise and Fall of Qing Dynasty）是1987年香港亞洲電視的大製作電視劇，在黃金台首播。

## 簡介
自1987至1992年，亞洲電視根據正史與民間野史編寫了這部劇集，並動員大部份亞洲電視藝員拍攝。
劇名「滿清十三皇朝」，源自中華民國八年（1919年）燕北老人所著《滿清十三皇朝秘史》（又名《滿清十三朝宮闈秘史》）。二者描寫的俱為努爾哈赤建立的後金與清朝共十二位皇帝。燕北老人因皇太極將國號由「金」改「清」，年號亦由天聰改為崇德，被算兩個朝代。故稱之為「滿清十三皇朝」。
本劇以滿清列朝為主軸，以正史為根本，此外亦加入不少野史故事，例如孝莊太后下嫁、康熙帝被雍正帝殺害，雍正帝篡改遺詔把「十」改為「于」字、乾隆帝為漢人陳世倌的親生子、福康安是乾隆帝的私生子、嘉慶帝晚年的禁忌之戀、綿愷與道光帝皇后的私情、咸豐帝老師教導他的一番話令道光帝立之為儲君、慈禧太后與榮祿的私情、光緒帝被慈禧太后毒殺等。另外為遷就演員年齡，部分人物關係有所改動（如傅恆與富察氏皇后由姊弟改為兄妹關係等。）
本劇在1980年代末期的台灣錄影帶界相當具有知名度。1988年台灣引進該劇，卻因其中主角劉永為「附匪藝人」而被行政院新聞局禁播，直至1990年代中期才正式解禁。有人甚至認為該劇如此走紅，與禁播爭議引起的社會話題有關。另外，因為劇情精采，今日仍有不少台灣有線電視頻道會重播本劇。

## 滿清四部曲
|        | 劇名                   | 皇朝                         | 首播日                       | 集數 |
| ------ | ---------------------- | ---------------------------- | ---------------------------- | ---- |
| 第1部  | 滿清十三皇朝           | 努爾哈赤、皇太極、順治、康熙 | 1987年9月7日                 | 68   |
| 第2部  | 滿清十三皇朝2          | 雍正、乾隆、嘉慶、道光       | 1988年6月29日                | 50   |
| 第3部  | 血染紫禁城             | 咸豐、同治                   | 1990年4月5日                 | 20   |
| 第4部  | 皇城爭霸               | 光緒、宣統                   | 1992年4月27日 （1990年拍攝） | 20   |
| 海外版 | 滿清十三皇朝之危城爭霸 | 光緒、宣統                   |                              | 24   |

## 重播
- 本劇從2006年10月3日至12月28日星期一至五10:45在亞洲電視本港台重播。
- 第1部從2009年12月10日起星期一至五13:00在亞洲電視本港台重播。
  - 因節目調動，2010年1月25日至4月16日改為星期一至五深夜02:00在亞洲電視本港台重播。
- 第2部從2010年5月31日起星期一至五深夜02:50在亞洲電視本港台重播。
  - 因節目調動，2010年6月7日起星期一至五深夜04:30在亞洲電視本港台重播。
- 第3部從2010年8月10日起星期一至五深夜04:30在亞洲電視本港台重播。

## 主題曲及插曲

### 主題曲
幾度風雲《滿清十三皇朝Ｉ努爾哈赤、皇太極、順治、康熙》，《滿清十三皇朝之血染紫禁城》
- 作曲：關聖佑
- 填詞：盧國沾
- 主唱：趙　山

誰敢擋我路 《滿清十三皇朝Ⅱ雍正、乾隆》
- 作曲：城振銘
- 填詞：袁善根
- 主唱：魯振順、李閏雄、陳復生、姜蓓莉

《滿清十三皇朝Ⅱ嘉慶、道光》
- 作曲：關聖佑
- 填詞：袁善根
- 主唱：魯振順、姜蓓莉

十三皇朝《滿清十三皇朝之危城爭霸》
- 作曲、編曲：徐日勤
- 填詞：林　夕
- 主唱：戚美珍

### 插曲
行動是血誓《滿清十三皇朝Ｉ努爾哈赤、皇太極、順治、康熙》
- 作曲：關聖佑
- 填詞：盧國沾
- 主唱：趙　山

愛意萬年長《滿清十三皇朝Ⅱ乾隆》
- 作曲：城振銘
- 填詞：袁善根
- 主唱：李閏雄、姜蓓莉、陳復生

## 十三皇朝
|          | 廟號   | 名       | 年號 | 飾演者 |
| -------- | ------ | -------- | ---- | ------ |
| 第一朝   | 清太祖 | 努爾哈赤 | 天命 | 王偉   |
| 第二朝   | 清太宗 | 皇太極   | 天聰 | 潘志文 |
| 第三朝   | 清太宗 | 皇太極   | 崇德 | 潘志文 |
| 第四朝   | 清世祖 | 福臨     | 順治 | 李青山 |
| 第五朝   | 清聖祖 | 玄燁     | 康熙 | 白彪   |
| 第六朝   | 清世宗 | 胤禛     | 雍正 | 煒烈   |
| 第七朝   | 清高宗 | 弘曆     | 乾隆 | 黃元申 |
| 第八朝   | 清仁宗 | 顒琰     | 嘉慶 | 汪禹   |
| 第九朝   | 清宣宗 | 旻寧     | 道光 | 魯振順 |
| 第十朝   | 清文宗 | 奕詝     | 咸豐 | 李青山 |
| 第十一朝 | 清穆宗 | 載淳     | 同治 | 梁思浩 |
| 第十二朝 | 清德宗 | 載湉     | 光绪 | 湯鎮業 |
| 第十三朝 | 清遜帝 | 溥儀     | 宣統 | 嚴秋華 |

## 演員表

### 滿清十三皇朝之努爾哈赤（第一朝 1616-1626）共21集

#### 皇宮
| 演員   | 角色     | 關係／暱稱 |
| 鮑漢琳 | 覺昌安   | 塔克世之父 努爾哈赤、舒爾哈齊之爺爺 於第2集逝世                                                                            |
| 梁錦燊 | 塔克世   | 覺昌安之子 納拉氏之夫 努爾哈赤、舒爾哈齊之父 於第2集逝世                                                                   |
| 馮 真  | 納拉氏   | 塔克世之繼妃 努爾哈赤、舒爾哈齊之繼母                                                                                      |
| 王 偉  | 努爾哈赤 | 覺昌安之孫 塔克世之子 納拉氏之繼子 佟佳氏、葉赫那拉·孟古、阿巴亥之夫 舒爾哈齊之兄 皇太極、代善、褚英、莽古爾泰、穆庫什之父 |
| 朱慧珊 | 佟佳氏   | 努爾哈赤之妻 代善、褚英之母 於第7集失足堕崖身亡                                                                            |
| 麥翠嫻 | 孟 古    | 努爾哈赤之妻 皇太極之母 於第11集病逝 童年由葉家敏飾                                                                        |
| 黎燕珊 | 阿巴亥   | 努爾哈赤之妻 |
| 潘志文 | 皇太極   | 努爾哈赤、葉赫那拉·孟古之子                                                                                                |
| 關偉倫 | 代 善    | 努爾哈赤、佟佳氏之子 褚英之弟                                                                                              |
| 游天龍 | 褚 英    | 努爾哈赤、佟佳氏之子 代善之兄                                                                                              |
| 張振華 | 莽古爾泰 | 努爾哈赤之子 |
| 葉玉萍 | 穆庫什   | 努爾哈赤之女 |
| 吳毅將 | 阿 敏    | 舒爾哈齊之子 後金四大貝勒之一                                                                                              |

#### 其他人物
| 演員          | 角色     | 關係／暱稱 |
| 羅石青        | 舒爾哈齊 | 覺昌安之孫 塔克世之子 納拉氏之繼子 努爾哈赤之弟 |
| 廖月然        | 利 泰    | |
| 鄭 雷         | 尼堪外蘭 | 明朝官員，女真人 |
| 張 錚         | 李成梁   | 明朝將領 遼東總兵官，後加寧遠伯 擅長挑起女真族的內鬥，拉攏不同政治人物及勢力 曾被努爾哈赤搜集證據交給言官，而免去遼東總兵官，十多年後再次起用，後因棄遼左六堡一事被免官回鄉，聲稱最錯的事是沒有對努爾哈赤趕盡殺絕，令其成為心腹之患 李如柏之父                                                                                       |
| 羅國輝        | 李如柏   | 明朝總兵 李成梁之子 |
| 葛振基        | 薩木古   | |
| 司馬華龍      | 巴穆尼   | |
| 蕭山仁        | 龍 敦    | 努爾哈赤之叔，龔正陸的棋友，因其子被努爾哈赤殺死，故一直視努爾哈赤為仇敵，在背後做小動作，包括煽動民眾拆努爾哈赤的台、殺害努爾哈赤的妹夫、煽動舒爾哈齊、褚英、代善等與努爾哈赤的不和等，最後被努爾哈赤放逐而死 |
| 譚榮傑        | 桑古里   | 龍敦之子，被努爾哈赤殺死 |
| 甘 山         | 安費揚古 | 後金開國五大臣之一，捨身替努爾哈赤飲下小梨花的毒酒而死 |
| 蔡國慶        | 額亦都   | 後金開國五大臣之一，在攻打寧遠城時被火炮所傷而死 |
| 陳 亮         | 鄂爾果尼 | |
| 敖 龍         | 楊吉奴   | 葉赫東城貝勒 |
| 薛純基        | 清吉奴   | 葉赫西城貝勒 |
| 劉少雄        | 葛哈善   | |
| 李 洪         | 諾米納   | |
| 何樹培        | 常 書    | |
| 李 森         | 揚 書    | |
| 魯 芬         | 月 倫    | |
| 李映彤        | 小梨花   | 曾救努爾哈赤一命，被努爾哈赤視為恩人，在廣寧城陷後被尋出，本來企圖以酒毒殺努爾哈赤，但被安費揚古搶走毒酒代飲。 |
| 李壽祺        | 索爾果   | |
| 伍永森        | 龔正陸   | 努爾哈赤早年在市集認識的賣字畫儒生，喜讀三國演義，引起努爾哈赤對三國演義的興趣，後被努爾哈赤帶到費阿拉教導其子女兒孫讀書，稱其為「陸師父」(努爾哈赤搞錯漢人的姓名，應為龔師父)，不時在努爾哈赤煩惱的時候與其深談，努爾哈赤從其口中亦得到不少解決問題的方法。最後在努爾哈赤請教「你的人生快樂嗎」以後，與努爾哈赤下棋期間，安詳去世。 |
| 潘有聲        | 何和里   | 後金開國五大臣之一 |
| 凌文海        | 布占泰   | 烏拉國主 |
| 鄭恕峰        | 金台吉   | 葉赫東城貝勒 |
| 李漢成        | 布齊     | 葉赫西城貝勒 |
| 湯錦棠        | 納蘭布祿 | 葉赫東城貝勒 |
| 何 添         | 孫 貴    | |
| 鄒偉光        | 圖爾格   | |
| 關子標        | 費英東   | 後金開國五大臣之一 |
| 吳仕德        | 扈爾漢   | 後金開國五大臣之一 |
| *演員人名待查 | 杜松     | 薩爾滸之戰明軍西路軍統帥；劇中努爾哈赤認為杜松剛愎自用，被努爾哈赤以各個擊破策略首先擊敗杜松。戰後後事不詳。 |
| *演員人名待查 | 楊鎬     | 薩爾滸之戰全部明軍統帥；薩爾滸之戰明軍潰敗，楊鎬因戰敗責任被聖旨處以斬首。 |
| 丁 亮         | 熊廷弼   | 明朝監察御史，在薩爾滸之戰後出任遼東經略，到任後採堅守政策，後被調回京，遼西因而相繼失守 |
| 陳小龍        | 袁崇煥   | 明朝官員，在明朝下令棄守下，堅守寧遠孤城，以火炮重創努爾哈赤而建立奇功 |
| 徐有朋        | 李永芳   | 原為明朝撫順遊擊，後投降努爾哈赤，是第一位降清的明朝將領 |
| 劉素芳        | 阿濟根   | |
| 曾美玲        | 德因澤   | 努爾哈赤小福晉 |

### 滿清十三皇朝之皇太極 (第二、三朝 1626-1643) 共12集
- 潘志文 飾 皇太極
- 苗可秀 飾 莊妃
- 關偉倫 飾 代善
- 黎燕珊 飾 阿巴亥
- 吳毅將 飾 阿敏
- 張振華 飾 莽古爾泰
- 凌腓力 飾 濟爾哈朗
- 李子奇 飾 阿巴泰
- 駱達華 飾 阿濟格
- 羅樂林 飾 多爾袞
- 黃志寧 飾 多鐸
- 楊得時 飾 豪格
- 陳來有 飾 岳托
- 梁漢威 飾 范文程
- 李小玲 飾 范妻
- 譚德誠 飾 碩托
- 鄒偉光 飾 圖爾格
- 冼寶明 飾 杜度
- 蔣　金 飾 冷僧機
- 邱大鵬 飾 德格類
- 周美玲 飾 蘇麻喇姑
- 關雪麗 飾 淑妃
- 曾贊安 飾 阿圖
- 孟麗萍 飾 中宮皇后
- 關煥婷 飾 懿靖大贵妃
- 轅依玲 飾 宸妃
- 范永華 飾 毛文龍
- 演員人名待查 飾 滿桂
- 演員人名待查 飾 茅元儀
- 演員人名待查 飾 趙率教
- 廖月然 飾 李喇嘛
- 張炳燦 飾 祖大壽
- 陳小龍 飾 袁崇煥
- 廖月然 飾 李喇嘛
- 張炳燦 飾 祖大壽
- 陳小龍 飾 袁崇煥
- 劉宗基 飾 崇禎帝
- 何　添 飾 楊春
- 陳彩燕 飾 莽古濟
- 鄧德光 飾 尚可喜
- 良　鳴 飾 索尼
- 方　傑 飾 洪承疇
- 陳　亮 飾 鰲拜

### 滿清十三皇朝之順治 (第四朝 1644-1661) 共12集
- 李青山 飾 順治皇帝
- 苗可秀 飾 孝莊皇太后
- 關偉倫 飾 代善
- 羅樂林 飾 多爾袞
- 凌腓力 飾 濟爾哈朗
- 駱達華 飾 阿濟格
- 黃志寧 飾 多鐸
- 楊得時 飾 豪格
- 李子奇 飾 阿巴泰
- 良　鳴 飾 索尼
- 周美玲 飾 蘇麻喇姑
- 陳　亮 飾 鰲拜
- 蔣　金 飾 冷僧機
- 梁漢威 飾 范文程
- 方　傑 飾 洪承疇
- 熊德誠 飾 吳三桂
- 黄丽英 飾 陳圓圓
- 李　亨 飾 田疇
- 單桂枝 飾 佟妃
- 李映彤 飾 废后
- 楊仲恩 飾 冒辟疆
- 吳　寧 飾 董鄂妃
- 韓　江 飾 玉林綉
- 唐品昌 飾 茆溪森
- 徐有朋 飾 吳梅村
- 孫鏡鴻 (DIEGO SWING) 飾 湯若望
- 湯志榮 飾 吳良輔
- 梁錦燊 飾 遏必隆

### 滿清十三皇朝之康熙 (第五朝 1662-1722) 共23集
- 白　彪 飾 康熙皇帝
- 苗可秀 飾 孝莊太皇太后
- 良　鳴 飾 索尼
- 梁錦燊 飾 遏必隆
- 陳　亮 飾 鰲拜
- 張鴻昌 飾 索額圖
- 馬麗莉 飾 衞嬋/良妃
- 司馬華龍 飾 衞輝
- 鄒偉光 飾 伍友
- 敖　龍 飾 明珠
- 劉　准 飾 濟世
- 范永華 飾 傑書
- 李凌江 飾 納蘭性德
- 梁雁翎 飾 盧紫英（納蘭性德妻）
- 王　力 飾 穆里瑪
- 陈迪华 飾 康熙皇后
- 蔡欣樺 飾 玉妃
- 區艷蓮 飾 德妃
- 尹麗玉 飾 榮妃
- 夏志珍 飾 佟貴妃
- 余文炳 飾 靳輔
- 羅耀雄 飾 吳世璠
- 譚榮傑 飾 胤禔
- 黄偉良 飾 胤礽
- 吳仕德 飾 胤祉
- 煒　烈 飾 胤禛
- 尹天照 飾 胤禩
- 譚德成 飾 胤禟
- 曹源達 飾 胤䄉
- 張　煒 飾 胤禵
- 韓　江 飾 馬齊
- 凌文海 飾 年羹堯
- 駱慧貞 飾 年翠薇
- 關子標 飾 隆科多
- 潘有聲 飾 阿靈阿
- 陳俊年 飾 康熙帝（童年）
- 陳　東 飾 蘇克薩哈
- 熊德誠 飾 吳三桂
- 黃麗英 飾 陳圓圓
- 方　傑 飾 洪承疇
- 梁漢威 飾 范文程
- 孫鏡鴻 飾 湯若望
- 夏玉麟 飾 尚之信

### 滿清十三皇朝之雍正 (第六朝 1723-1735) 共10集
- 煒　烈 飾 雍正皇帝
- 鄧德光 飾 允祥
- 尹天照 飾 允禩
- 張　煒 飾 允禵
- 陳植槐 飾 允祿
- 譚德成 飾 允禟
- 凌文海 飾 年羹堯
- 關子標 飾 隆科多
- 余文炳 飾 文覺和尚
- 范永華 飾 岳鍾琪
- 鄭恕峰 飾 白泰官
- 關偉倫 飾 張廷玉
- 陳彩燕 飾 熹妃
- 區艷蓮 飾 仁寿皇太后
- 駱慧貞 飾 年妃
- 吳　回 飾 王賓
- 韓　江 飾 馬齊
- 鄧志成 飾 蔡懷璽
- 馮志榮 飾 王兆平
- 何　添 飾 查嗣庭
- 鄒偉光 飾 曾静
- 榮　飆 飾 張熙
- 伍永森 飾 呂葆中
- 葉玉萍 飾 呂四娘
- 張炳燦 飾 虬髯公
- 陳小龍 飾 鄂爾泰
- 姜漢文 飾 甘鳳池
- 鮑漢琳 飾 陳世倌
- 黄佐榮 飾 張廣泗
- 吳廷燁 飾 朱蓉鏡
- 霍永富 飾 弘時
- 黄元申 飾 弘曆
- 凌腓力 飾 弘晝
- 周秀蘭 飾 孫福如
- 熊德誠 飾 傅恆

### 滿清十三皇朝之乾隆 (第七朝 1736-1795) 共20集
- 黄元申 飾 乾隆皇帝
- 陳復生 飾 富察氏皇后
- 徐思斐 飾 簡妃（繼皇后）
- 徐有朋 飾 弘皙
- 熊德誠 飾 傅恆
- 周秀蘭 飾 孫福如（傅恆妻）
- 林　瑯 飾 良爾吉
- 劉　准 飾 莎羅奔
- 張振華 飾 和珅
- 丘大鵬 飾 于敏中
- 潘有聲 飾 劉統勛
- 區靄玲 飾 陸鳳儀/慶妃
- 駱達華 飾 周日清
- 陳曉瑩 飾 香香公主/容妃
- 陳迪華 飾 令妃
- 劉宗基 飾 宏孝
- 司馬華龍 飾 大卓木
- 鄒偉光 飾 小卓木
- 陳　亮 飾 素勒坦沙
- 黄小朋 飾 紀昀
- 汪　禹 飾 永琰
- 劉雲峰 飾 永瑆
- 張　錚 飾 劉墉
- 蕭山仁 飾 恭阿拉
- 吳紫妍 飾 和孝
- 劉少君 飾 福康安
- 黄鎧東 飾 豐紳殷德
- 轅依玲 飾 喜塔臘氏
- 潘銑儀 飾 鈕祜祿氏
- 王清河 飾 慶桂

### 滿清十三皇朝之嘉慶 (第八朝 1796-1820) 共10集
- 黄元申 飾 乾隆皇帝
- 汪　禹 飾 嘉慶皇帝
- 潘銑儀 飾 順妃
- 劉少君 飾 福康安
- 劉宗基 飾 福長安
- 張振華 飾 和珅
- 轅依玲 飾 喜塔臘氏
- 蕭山仁 飾 恭阿拉
- 司馬華龍 飾 朱珪
- 高　雄 飾 額勒登保
- 湯錦棠 飾 楊芳
- 陳　亮 飾 楊遇春
- 劉雲峰 飾 永瑆
- 潘冰嫦 飾 芄蘭（永瑆之妻）
- 江　圖 飾 曹振鏞
- 魯振順 飾 綿寧
- 楊仲恩 飾 綿愷
- 李凌汪 飾 綿忻
- 飾 綿愉
- 黃曼凝 飾 佟佳氏
- 李壽棋 飾 賽冲阿
- 單桂枝 飾 董氏
- 張　錚 飾 劉墉
- 方　傑 飾 文孚
- 梁錦燊 飾 戴均元
- 劉　準 飾 盧蔭溥
- 曾贊安 飾 徐天德
- 李漢成 飾 劉之協
- 蔡欣樺 飾 齊王氏
- 陳來有 飾 姚之富
- 洪志成 飾 王三槐
- 李春華 飾 陳德
- 何　添 飾 洪亮吉
- 李　森 飾 林清

### 滿清十三皇朝之道光 (第九朝 1821-1850) 共10集
- 魯振順 飾 道光皇帝
- 黃曼凝 飾 慎妃
- 江　图 饰 曹振镛
- 楊仲恩 飾 綿愷
- 蔡善如 飾 全妃
- 苑瓊丹 飾 祥妃
- 溫雪琪 飾 靜妃
- 蔡國慶 飾 穆彰阿
- 李顯明 飾 綿課
- 江文聲 飾 林則徐
- 阮令濤 飾 陳孚恩
- 甘　山 飾 琦善
- 敖　龍 飾 王鼎
- 陳嘉樂 飾 文慶
- 鄧德光 飾 彭鳳池
- 馬熙澄 飾 怡良
- 陸文俊 飾 關天培
- 王耀光 飾 鄧廷楨
- 湯錦棠 飾 杨芳
- 韓　江 飾 卓秉恬
- Andrcw Laird 飾 顛地
- Billy G. Gant 飾 義律
- 陳小龍 飾 杜受田
- 陳國光 飾 奕詝
- 黄志寧 飾 奕誴
- 羅耀雄 飾 奕訢

### 滿清十三皇朝之血染紫禁城 共20集
本輯演員大換角，主要角色俱不是上輯演員飾演。
咸豐 (第十朝 1851-1861)、同治 (第十一朝 1862-1874)
- 李青山 飾 咸豐皇帝
- 米　雪 飾 慈禧（蘭貴人）
- 劉　永 飾 恭親王
- 森　森 飾 慈安（咸豐皇后）
- 麥麗紅 飾 麗妃
- 馮素波 飾 孝靜皇太妃
- 鄭恕峰 飾 奕誴
- 楊澤霖 飾 肅順
- 司馬華龍 飾 柏葰
- 李凌江 飾 安德海
- 張錚 飾 桂良
- 關偉倫 飾 文祥
- 敖　龍 飾 寶鋆
- 伍永森 飾 鄭親王
- 陳植槐 飾 怡親王
- 譚榮傑 飾 醇親王
- 黃麗英 飾 曹秀蓮
- 斑　斑 飾 丁秀鳳
- 曾偉權 飾 丁兆倫
- 周秀蘭 飾 溫彩霞
- 蔡國慶 飾 溫貴
- 熊德誠 飾 姚勇志
- 劉雲峰 飾 勝保
- 梁思浩 飾 同治皇帝
- 李菁 飾 阿鲁特氏 （同治皇后）
- 陳佩珊 飾 惠妃
- 區艷蓮 飾 固倫公主
- 歐陽耀麟 飾 载澂
- 黄鎧寧 飾 福清
- 陳　東 飾 曾國藩

### 滿清十三皇朝之危城爭霸 共20集（海外版共24集）
光緒（第十二朝 1875-1908）、宣統（第十三朝 1909-1912，但本劇另至1924年11月5日，馮玉祥的軍隊包圍紫禁城，發動「北京政變」，並由鹿鍾麟帶着《修正清室優待條件》率眾進入紫禁城，威脅以景山排炮轟擊紫禁城，強逼溥儀簽字取消皇帝尊號並離開紫禁城為止）

#### 皇室
| 演員     | 角色     | 關係／暱稱 |
| 湯鎮業   | 光緒皇帝 | 愛新覺羅載湉 清朝第十一個皇帝 醇賢親王奕譞次子 發動戊戌維新，後爲袁世凱出賣，而被慈禧遷居瀛台軟禁 曾想暗殺慈禧太后 八國聯軍攻打北京時，隨慈禧太后西遷西安避難 被慈禧太后用毒酒殺害 |
| 歐陽珮珊 | 慈禧     | |
| 森 森    | 慈安     | |
| 雪 梨    | 隆裕皇后 | |
| 程 嵐    | 瑾妃     | |
| 林司聰   | 固倫公主 | |
| 戚美珍   | 珍妃     | |
| 嚴秋華   | 宣統皇帝 | |
| 葉玉萍   | 婉容     | |
| 劉錦玲   | 文綉     | |

#### 其他角色
- 張　錚 飾 恭親王奕訢
- 熊德誠 飾 榮禄
- 羅青浩 飾 李蓮英
- 江　漢 飾 翁同龢
- 何樹燊 飾 寇連材
- 關偉倫 飾 醇親王奕譞
- 梁淑莊 飾 醇賢親王嫡妃
- 凌文海 飾 李鴻章
- 楊嘉諾 飾 康有為
- 鄧德光 飾 譚嗣同
- 李　岡 飾 梁啟超
- 阮令濤 飾 慶親王奕劻
- 煒　烈 飾 袁世凯
- 江　圖 飾 端親王載漪
- 龍炳基 飾 溥儁
- 凌腓力 飾 崔玉貴
- 魯振順 飾 載灃
- 蔡善如 飾 六福晉
- 羅頌華 飾 溥傑
- 劉雲峰 飾 張勳
- 譚德成 飾 張清和
- 梁錦燊 飾 袁公公
- 施念慈 飾 顾敏
- 徐二牛 飾 鄭孝胥
- 鄭恕峰 飾 鹿鍾麟
- 方保羅 飾 莊士敦
- 余文炳 飾 和尚

## 幕後製作人員表

### 努爾哈赤
- 劇本統籌：李健樂
- 編劇：許文浩、卓一才、李璦君、吳肇銅
- 編審：楊　基
- 武術指導：陳小龍
- 製作統籌：伍兆榮
- 助理編導：呂少倫、簡美施、繆漢強、譚秀儀、鍾偉雄、藍靖
- 編導：楊皓雲、黃偉業、許美君、雷瑞麟、朱奕龍、鄺業生
- 監製：楊錦泉

### 皇太極
- 劇本統籌：李健樂
- 編劇：卓一才、吳肇銅、許文浩、李琼君
- 編審：楊　基
- 武術指導：陳小龍
- 製作統籌：伍兆榮
- 助理編導：簡美施、藍靖、繆漢強、譚秀儀、梁建中
- 編導：黃偉業、鄺業生、許美君、雷瑞麟
- 監製：楊錦泉

### 順治
- 劇本統籌：李健樂
- 編劇：譚錦華、李自興、卓一才 、許文浩
- 編審：楊　基
- 武術指導：陳小龍
- 製作統籌：伍兆榮
- 助理編導：簡美施、劉志遠、鍾偉雄、梁家慶、譚秀儀、梁建中、藍　靖
- 編導：黃偉業、楊皓雲、雷瑞麟、鄺業生
- 監製：楊錦泉

### 康熙
- 劇本統籌：李健樂
- 編劇：譚錦華
- 編審：楊　基
- 武術指導：陳小龍
- 製作統籌：伍兆榮
- 助理編導：黃英偉
- 編導：姜明海
- 監製：楊錦泉

### 雍正
- 劇本統籌：陳寶燕
- 編劇：譚錦華
- 編審：楊　基
- 武術指導：陳小龍
- 製作統籌：伍兆榮
- 助理編導：呂川倫
- 編導：周華宇、羅　庭
- 監製：周華宇

### 乾隆
- 劇本統籌：陳寶燕
- 編劇：卓一才
- 編審：楊　基
- 武術指導：陳小龍
- 製作統籌：伍兆榮
- 助理編導：梁家慶
- 編導：黃偉業
- 監製：周華宇

### 嘉慶
- 劇本統籌：盧敏
- 編劇：譚錦華
- 編審：梁釗豪
- 武術指導：陳小龍
- 製作統籌：何耀宗
- 助理編導：藍靖
- 編導：鄺業生
- 監製：楊錦泉

### 血染紫禁城
- 編劇：溫克基、吳肇銅、許淑嫻、邱福慶、李自興、鄧名蘭
- 編審：許淑嫻
- 武術指導：陳小龍
- 製作統籌：梁嘉敏
- 助理編導：梁少研
- 編導：袁惠兒、黃俊文、許美君、梁欣全
- 監製：龍紹基